# حادثة دهس المصلين في لندن 2017
في يوم صباح يوم الإثنين 19 يونيو 2017 قتل شخص وأصيب 10 آخرون عندما دهست سيارة فان كانت مارة قرب مسجد شمال لندن.
.

## تفاصيل الحادث

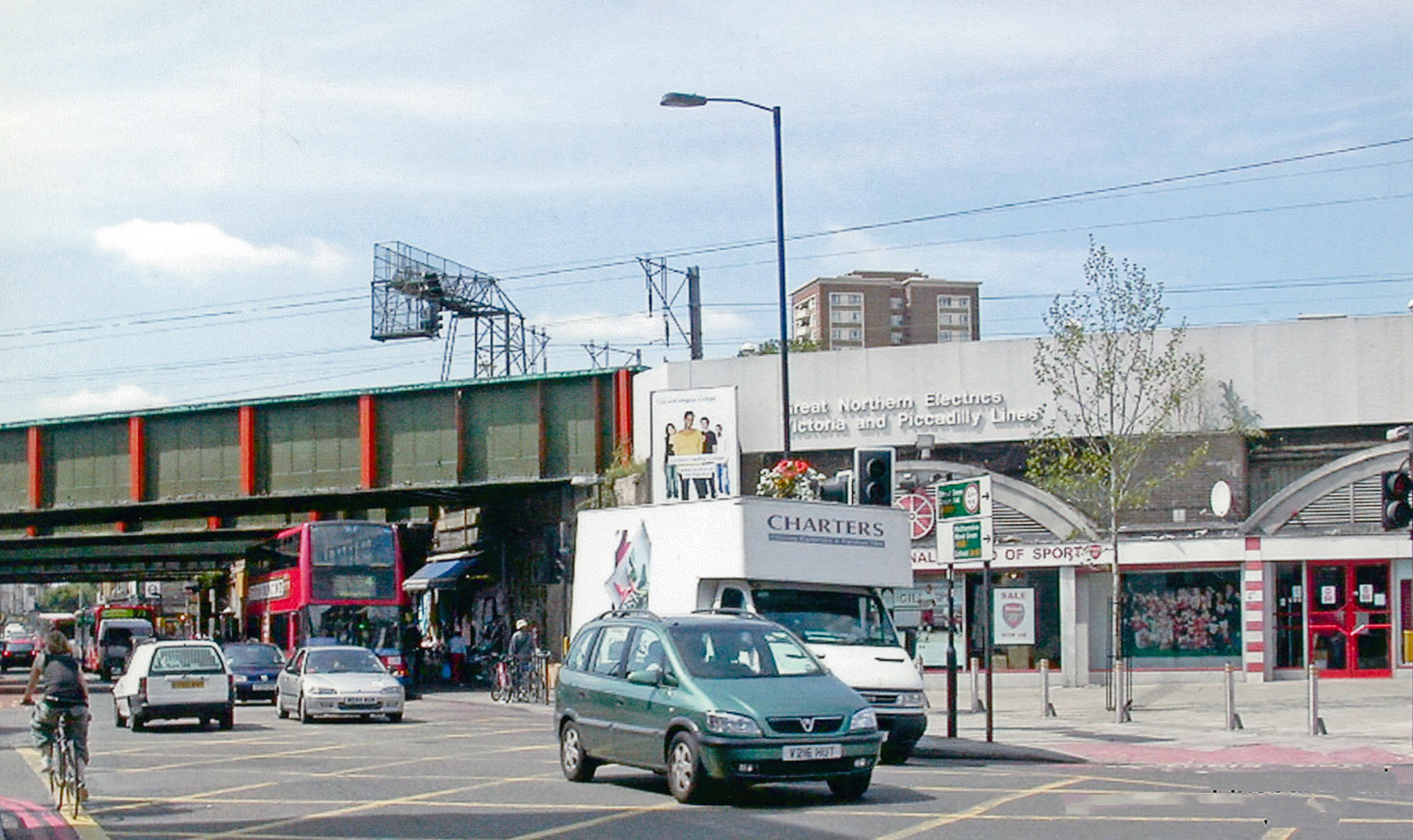
فينسبري بارك في لندن، حيث وقع الحادث

أفاد شاهد عيان بأن سائق السيارة كان يقودها بسرعة عالية جداً وأراد قتل أكبر عدد من الأشخاص، لافتاً إلى أن الشرطة تأخرت جداً قبل وصولها إلى مكان العملية ولقد استخدم المنفذ سيارة نقل كبيرة (فان) في عملية الدهس محاولاً إيقاع أكبر عدد من الضحايا، أما المستهدفون فهم جمع من المصلين لحظة خروجهم من المسجد في منطقة «فنزبري بارك» بعد انتهاء صلاة التراويح في ساعة متأخرة من ليل يوم الأحد.

## التحقيق
أعلنت الشرطة البريطانية أنها اعتقلت الفاعل الذي يبلغ من العمر 48 عاماً وأمسك به مواطنون قبل اعتقاله، وأن المعلومات الأولية تشير إلى أنه «يميني عنصري معاد للمسلمين والمهاجرين» وأضافت أنها نقلت الفاعل إلى المستشفى وأنه سيخضع لتقييم للصحة العقلية كما أكدت أنه ليس هناك أي مشتبه بهم غير الذي تم القبض عليه.

## الإصابات
قالت الشرطة البريطانية أن ثمانية أشخاص نقلوا لثلاثة مستشفيات وتم علاج اثنين أصيبوا إصابات طفيفة في موقع الحادث.

## بعد حادثة الدهس (حادثة الطعن)
ذكرت صحيفة بريطانية أن حادثة الدهس صاحبها، حادثة طعن، إذ قام مسلح بسكين قفز من السيارة التي دهست المصلين وطعن شخصا واحدا على الأقل.

## منفذ العملية
في يوم 19 يونيو 2017 أعلنت شرطة بريطانيا عن هوية منفذ العملية ويدعى دارين أوزبورن من مواليد 1969 في سنغافورة وهو بريطاني من مدينة كارديف عاصمة مقاطعة «ويلز» ومنفصل منذ 6 أشهر عن زوجة له منها 4 أبناء وقال عدد من الجيران شاهدوه مع أبنائه الأربعة حين ذهب يوم الجمعة الماضي إلى حيث تقيم زوجته المنفصل عنها في كارديف، ليقلهم من بيتها إلى المدرسة فيما نقلت صحيفة «الغارديان» عن الشرطة، أن دارّين أوسبورن «تصرف بمفرده، ولم يكن خاضعاً لأي رقابة من الشرطة أو الاستخبارات» وبعيد عن أي رصد أمني.

## ردود الفعل

### المحلية
- قالت رئيسة الوزراء البريطانية، تيريزا ماي، إن مشاعرها مع جميع المصابين بعد أن دهست سيارة (فان) مصلين يغادرون أحد المساجد في لندن، واصفة الحادثة بأنه «حادث رهيب».[6]
- وصف عمدة لندن صديق خان، الاعتداء بالـ«مروع»، معلناً عن نشر أعداد إضافية من الشرطة لتأمين المصلين في شهر رمضان وأضاف في بيان إن «مثل الهجمات الرهيبة في مانشستر ووستمنستر وجسر لندن، فإنه هجوم أيضاً على كل قيم التسامح والحرية والاحترام المشتركة».[7]
- دعا المجلس الإسلامي البريطاني إلى تعزيز حماية المساجد وأضاف المجلس أن حادثة الدهس هي أحد المظاهر العنيفة للإسلاموفوبيا، وأعنف مظاهر رهاب الإسلام في بريطانيا في الأشهر الأخيرة.[8]

### الدولية
- السعودية: عبر مصدر مسؤول في وزارة الخارجية السعودية عن إدانة المملكة العربية السعودية بأشد العبارات حادث الدهس الإرهابي الذي استهدف مصلين قرب مسجد «فينسبري بارك» شمال لندن في المملكة المتحدة وأسفر عن وقوع عدد من القتلى والجرحى.[9]
- الكويت: أدان أمير الكويت الشيخ صباح الأحمد الجابر الصباح ومجلس الوزراء الكويتي حادث دهس المُصلين. حيث بعث أمير الكويت ببرقيتى تعزية ومواساة إلى ملكة إنجلترا إليزابيث الثانية وإلى رئيسة الوزراء تيريزا ماي أعرب فيهما عن استنكار دولة الكويت، وإدانتها الشديدة لحادث الدهس المتعمد الذي استهدف المصلين بعد أداء الصلاة في أحد المساجد في شمال لندن.[10]
- الإمارات العربية المتحدة: أدانت دولة الإمارات الحادث الإرهابي الذي استهدف عددا من المصلين قرب مسجد فينسبري بارك في العاصمة البريطانية لندن وأسفر عن مقتل شخص وإصابة 10 آخرين بجراح.[11]
- البحرين: أدانت وزارة الخارجية البحرينية، بأشد العبارات حادث الدهس الدنيء الذي استهدف مصلين قرب مسجد فينسبرى بارك شمال مدينة لندن بالمملكة المتحدة، وأسفر عن وقوع عدد من القتلى والجرحى.[12]
- قطر: أعربت دولة قطر عن إدانتها واستنكارها الشديدين لجريمة دهس عدد من المصلين قرب مسجد فينسبري بارك في شمال العاصمة البريطانية لندن، والذي أدى لمقتل شخص واحد وإصابة 10 أشخاص وأكدت تضامنها مع بريطانيا.[13]
- مصر: أدانت وزارة الخارجية المصرية حادث الدهس في العاصمة البريطانية لندن، واستهدف المصلين بأحد المساجد في منطقة «فينسبرى بارك» شمال لندن والذي أسفر عن مقتل شخص وإصابة عدد من الأشخاص، مؤكدة تضامن مصر الكامل مع الحكومة وشعب بريطانيا.[14]
- الأردن: ندد الأردن بالحادث الإرهابي الذي وقع قرب مسجد بمنطقة فينسبري بارك شمال لندن اثناء خروج المصلين من صلاة التراويح وادى إلى مقتل شخص واصابة عشرة اخرين على الاقل.[15]
- اليمن: دانت الجمهورية اليمنية بأشد العبارات العمل الإرهابي الذي استهدف مصلين قرب مسجد فينسبري بارك شمال مدينة لندن بالمملكة المتحدة وأسفر عن وقوع عدد من القتلى والجرحى.[16]
- تركيا: أدانت وزارة الخارجية التركية بكل شدة الهجوم الإرهابي الذي استهدف مجموعة من المصلين في حديقة أحد المساجد في العاصمة البريطانية لندن.[17]
- ألمانيا: أدانت الحكومة الألمانية هجوم الدهس الذي استهدف أفراداً بالقرب من مسجد في لندن.[18]
- الولايات المتحدة: دانت الولايات المتحدة بشدة الهجوم الذي وقع قرب مسجد شمالي لندن وأسفر عن سقوط عدد من الضحايا.[19]

### منظمات محلية ودولية وإقليمية
- الاتحاد العالمي لعلماء المسلمين: أدان الاتحاد العالمي لعلماء المسلمين، الهجوم الإرهابي الإسلاموفوبي، الذي استهدف مسجدًا في لندن وأدى لمقتل شخص وإصابة آخرين بجروح، مطالبًا بموقف حازم تجاه هذه الأعمال الإرهابية.[20]
- رابطة العالم الإسلامي: دانت رابطة العالم الإسلامي الهجوم الإرهابي الذي استهدف مجموعة من المصلين، خارج مسجد فنسبيري بارك شمالَ العاصمة البريطانية لندن واعتبرت الرابطة الجريمةَ بأنها تُمثل صورةً لهمجيةِ الإرهاب في أنموذج كراهيته البشعة.[21]
- الأمم المتحدة: أدان الأمين العام للأمم المتحدة أنطونيو غوتيريش الهجوم الإرهابي الإسلاموفوبي الذي استهدف مسجدًا في العاصمة البريطانية لندن، وأدى إلى مقتل شخص وإصابة آخرين بجروح.[22]
- المجلس الأوروبي للعلماء المغاربة: أدان المجلس الأوروبي للعلماء المغاربة عملية الدهس بسيارة التي استهدفت مسلمين لدى خروجهم من مسجد بلندن.[23]
- المنتدى العالمي للوسطية: أدان المنتدى العالمي للوسطية حادث الدهس الذي تعرض له عدد من المصلين لدى خروجهم من صلاة التراويح من المسجد الكبير في لندن.[24]
- الإتحاد الأوروبي: ادان الاتحاد الأوروبي حادث الدعس الذي وقع قرب مسجد بمنطقة (فينزبيري بارك) بشمالي لندن وأسفر عن قتل شخص واصابة عشرة اخرين.[25]